# Kimch'aek
Kimch’aek, ou Kimchaek (/kim.tsʰɛk̚/), en français Kimtchaik, anciennement Sŏngjin, est une ville du Hamgyong du Nord en Corée du Nord. La ville, renommée pendant la guerre de Corée, doit son nom à l'homme politique Kim Chaek.
La population de la ville est de 197 000 habitants.

## Transports
Il y a une ligne de trolleybus et les chemins de fer d'état.

## Climat
| Mois                     | jan. | fév. | mars | avril | mai  | juin | jui.  | août  | sep. | oct. | nov. | déc. | année |
| ------------------------ | ---- | ---- | ---- | ----- | ---- | ---- | ----- | ----- | ---- | ---- | ---- | ---- | ----- |
| Température moyenne (°C) | −5,3 | −3,8 | 0,9  | 7     | 11,8 | 15,5 | 20,1  | 22,1  | 17,8 | 11,8 | 4,6  | −2,2 | 8,36  |
| Précipitations (mm)      | 19,4 | 16,8 | 23,8 | 37,4  | 51,5 | 72,5 | 120,2 | 166,6 | 83,6 | 42,1 | 34   | 29,7 | 697,6 |